# توم أرمسترونغ (سياسي)
توم أرمسترونغ (بالإنجليزية: Tom Armstrong)‏ هو سياسي أسترالي، ولد في 13 سبتمبر 1903 في أستراليا، وتوفي بنفس المكان في 16 مارس 1957. انتخب عضو الجمعية التشريعية نيو ساوث ويلز.